# Miroslav Donfrid
Miroslav Donfried (Beli Manastir, 21. prosinca 1947. – 30. srpnja 2019.)  bio je primarijus, doktor medicinskih znanosti iz područja stomatologije, stomatolog specijalist dječje i preventivne stomatologije. Osnovnu školu završio u Belom Manastiru, gimnaziju u Osijeku (1. r.) i Belom Manastiru (2-4. r.), Višu stomatološku školu u Osijeku te Stomatološki fakultet u Zagrebu (1978). Od 1970. do 2012. bio je zaposlen kao stomatolog u Domu zdravlja Beli Manastir.

## Stručni rad
Odmah nakon završetka fakulteta upisao postdiplomski studij u Zagrebu i magistrirao 1983. godine magistarskim radom "Komparativno istraživanje pojave karijesa u gradskom i poljoprivrednom stanovništvu Baranje". Doktorirao također na Stomatološkom fakultetu u Zagrebu 1988. s disertacijom "Utjecaj načina ishrane i socioekonomskog statusa na prevalenciju karijesa u osoba različitih dobnih skupina". Specijalizaciju iz dječje i preventivne stomatologije položio 1990. godine na Stomatološkom fakultetu Sveučilišta u Beogradu. Poslijediplomski studij javnog zdravstva završio 1988. na Stomatološkom fakultetu u Zagrebu (Škola narodnog zdravlja /ŠNZ/ "Dr. Andrija Štampar"), postavši koordinator za znanstveni rad pri Edukacijskom multimedijskom centru te škole. Aktivno sudjelovao na gotovo svim kongresima stomatologa u bivšoj Jugoslaviji i Hrvatskoj, kao i na mnogim stručnim skupovima, simpozijima i savjetovanjima.
Permanentno se bavi stručnim i znanstvenim radom. Autor je knjige "Patologija bolesti usta i zuba djece i njihovih roditelja baranjskog kraja", koautor tri koktel-knjige i autor ili koautor 50-ak znanstvenih i stručnih članaka u domaćim i stranim časopisima.

## Društveni rad
Iz hobija bavio se radioamaterstvom (oko 25 godina bio predsjednik belomanastirskog radioamaterskog kluba 2AAU) i ribolovom (volonterski ispitivač ribolovaca vozača čamaca). Član foto-kluba, Kluba narodne tehnike, Crvenog križa (više od 20 godina kao predavač i ispitivač), liječničkih i stomatoloških društava (i njihovih foruma). Bio predavač i ispitivač civilne zaštite i teritorijalne obrane s više tisuća predavanja.
Društvene i stručne funkcije: predsjednik Izvršnog odbora Sindikata Doma zdravlja Beli Manastir (u dva mandata, 1981-1990); prvi predsjednik Zbora liječnika Doma zdravlja Beli Manastir (1986-1991), istovremeno član Predsjedništva Skupštine Zbora liječnika Osijek; predsjednik Predsjedništva Općinske organizacije Crvenog križa Baranje (u dva mandata) i član Predsjedništva Crvenog križa Hrvatske (u jednom mandatu, za vrijeme predsjedavanja dr. Valenta Vnuka i dr. Antuna Duboševića). (jn)

### Kongresi
- 1) 9. kongres Udruženja stomatologa Jugoslavije (USJ), Ljubljana, 22-24. IX. 1988. - Aktivno učešće s radom: "O epidemiologiji zubnog karijesa u nekim zemljama svijeta"
- 2) 13. kongres lekara Srbije s međunarodnim učešćem, Vrnjačka Banja, 26-30. V. 1996. - Aktivno učešće s radovima: 1. "Odnos KIO i KIZ i stanje oralne higijene baranjske dece od 5-9 godina komparirane sa rezultatima istraživanja dece iste dobi koja su izbegla u Baranju"; 2. "Dentalni morbiditet kod dece uzrasta od 5-7 godina u Baranji u toku rata (1992-1995)"
- 3) II. kongres stomatologa SR Jugoslavije s međunarodnim učešćem, Budva, 22-26. X. 1996. - Aktivno učešće s radovima: 1. "Indeks socijalnog statusa po Hollingscheadu za decu radnika, poljoprivrednika i službenika starosti od 5 do 7 godina"; 2. "Indeks socijalnog statusa po Hollingscheadu za decu radnika, poljoprivrednika i službenika uzrasta do 12 godina"
- 4) 2nd Congress of the Balkan Stomatological Society, Beograd, 2-5. IV. 1997. - Aktivno učešće s radom: "Social-economic Influence on Caries and Oral Hygiene in Baranja"
- 5) 3rd Balkan Dental Congress, Sofija (Bugarska), 2-5. IV. 1998. - Rad: "Dental Caries Among Population Over 34-56 Years of Baranja"
- 6) 3. kongres stomatologa Jugoslavije, Novi Sad, 20-23. IX. 2000. - Aktivno učešće s radovima: 1. "Prevalencija karijesa kod dece radnika, službenika i poljoprivrednika, starosne grupe od 12 godina"; 2. "Mesto i uloga ginekologa, pedijatra i školskog stomatologa u prevenciji oboljenja usta i zuba dece do 6. godina života"
- 7) III. međunarodni kongres hrvatskih stomatologa, Zagreb, 6-8. XI. 2003. - Aktivno učešće s radom: "Index of Social-economic Status by Hollingschead for Children Aged 5 to 7 Years"
- 8) 1. kongres hrvatskoga drustva za dentalnu implantologiju, 8. listopada 2005., Poreč. - Rad: "Indeks socijalnog statusa po Hollingsheadu radnika, službenika i poljoprivrednika starosti 35-44 godine"
- 9) 2. kongres hrvatskog drustva za dentalnu implantologiju s medjunarodnim učešćem, 18. – 20. listopada 2007., Zagreb. - Rad: "Indeks socijalnog statusa po Hollingsheadu za djecu starosti 7 i više godina uz mogućnost stavljanja implantata zbog ispravljanja ortodontskih anomalija"

### Simpoziji i savjetovanja
- 1) XVIII. stomatološka nedelja SR Srbije, Novi Sad, 21-23. IX. 1989. - Aktivno učešće s radovima: 1. "Podaci o zubozdravstvenoj prosvijećenosti kod dobnih skupina od 5-7, od 12 i od 18 godina sve tri socijalne strukture"; 2. "Odnos KIO, KIZ i KIp kod djece radnika, službenika i poljoprivrednika dobnih skupina 5-7, 12 i 18 godina"
- 2) 4. stomatološke nedjelje Crne Gore, Ulcinj, 4-6. V. 1989. - Aktivno učešće s radovima: 1. "Odnos stupnja oralne higijene i broja karijesa kod radnika, službenika i poljoprivrednika dobnih skupina 35-44 i 65 godina na dalje"; 2. "Komparativno istraživanje pojave karijesa u gradskom i seoskom stanovništvu Baranje"; 3. "Ispravnost u provođenju oralne higijene kod gradskog i poljoprivrednog stanovništva Baranje"; 4. "Zdravstveno vaspitanje u stomatološkoj zaštiti predškolskog djeteta"; 5. "Mjesto i uloga ginekologa, pedijatra i školskog stomatologa u prevenciji oboljenja usta i zuba djece do šeste godine života"
- 3) XXXI. naučni sastanak mikrobiologije, epidemiologije i infektologije Jugoslavije, Pula, 5-11. VI. 1989. - Aktivno sudjelovanje s radovima: 1. "Komparativno istraživanje pojave karijesa zuba u stanovništvu Baranje"; 2. "Odnos stupnja oralne higijene, zdravstvenog prosvećivanja i broja oboljelih od zubnog karijesa"; 3. "Zubozdravstvena prosvijećenost kod djece Belog Manastira"; 4. "Odnos stupnja oralne higijene i broja karijesa kod djece radnika, službenika i poljoprivrednika dobnih skupina 5-7, 12 i 18 godina"
- 4) XXXII. naučni sastanak mikrobiologije, epidemiologije i infektologije Jugoslavije, Pula, 11-17. VI. 1990. - Aktivno učešće s radovima: 1. "Socioekonomski status po Hollingscheadu u djece Baranje dobnih skupina 5-7, 12 i 18 godina"; 2. "Oralna higijena i karijes zuba u djece baranjskih sela uzrasta 10 godina"
- 5) XI. simpozijum zdravstvenog vaspitanja u stomatologiji, Niš, 1995. - Radovi: 1. "Dentalni morbiditet kod dece baranjskih radnika, službenika i poljoprivrednika dobi od 5-7 godina (od 1985-1990) u kompariranju sa rezultatima ispitivanja iste grupe u toku rata (1993-1995)"; 2. Odnos KIO i KIZ i stanje oralne higijene kod dece baranjskih radnika, službenika i poljoprivrednika u dobi od 5-8 godina (od 1985-1990) u kompariranju sa rezultatima ispitivanja iste dobne grupe u toku rata (1992-1995)"
- 6) III. naučni sastanak saobraćajne medicine, Zemun, 1999. - Aktivno učešće (s koautorima) s radom: "Zbrinjavanje preloma kostiju lica u politraumi"
- 7) 1. međunarodni simpozij Preventiva karijesa u zemljana SEI-a, Zagreb, 28-30. IX. 2000. - Aktivno učešće s radom: "Stanje oralne higijene baranjske djece dobi od 5 do 9 godina"
- 8) V. savjetovanje stomatologa sjeverozapadne Hrvatske s međunarodnim učešćem, Čakovec, 29. IX. 2001. - Aktivno učešće s radovima: 1. "Indeks socijalnog statusa po Hollingscheadu za djecu radnika, službenika i poljoprivrednika starosti od 5-7 godina"; 2. "Odnos KIO i KIZ i stanje oralne higijene baranjske djece dobi od 5-9 godina, komparirane s rezultatima istraživanja djece te iste dobi koja su tijekom rata izbjegla u Baranju"

### Znanstveno-istraživački projekti i radovi
- 1) Projekt Edukacijskog multimedijalnog centra Škole narodnog zdravlja "Andrija Štampar" pri Medicinskom i Stomatološkom fakultetu Sveučilišta u Zagrebu:"Trajno usavršavanje za primarnu zdravstvenu zaštitu"
- 2) Znanstveno-istraživački rad: "Rezultati primjene fluorovog gela na zube djece u Baranji starosti 3-5 godina", 1983-1987.
- 3) Znanstveno-istraživački rad: "Pečaćenje fisura kod djece Baranje uzrasta 9 godina starosti", 1983-1987.
- 4) Znanstveno-istraživački rad (s prof. dr. Stevanom Crnogorcem s bivšeg Poljoprivrednog fakulteta u Dardi): "Određivanje koncentracija mikroelemenata u vodi gradskih vodovoda u Baranji (fluora, selena, cinka, molibdena, kalcija, magnezija i drugih) i istraživanje njihovog uticaja na oboljenja usta i zuba kod mlečne i trajne dentacije: karijes zuba, gingivo-parodontalna oboljenja, ortodontske anomalije, oboljenja mekih tkiva usta, tetraciklinska prebojenost zuba i drugo", 1995-2003.

## Knjige
- 1) "Patologija bolesti usta i zuba djece i njihovih roditelja baranjskog kraja", Beograd, 1996.